# Janet Stephens
Janet Stephens (Kennewick, Washington), de soltera Janet Scott, es una peluquera estadounidense que estudia peinados históricos, considerada la primera peluquera-arqueóloga de la historia y una de las pocas personas no académicas que ha publicado en el Journal of Roman Archaeology, además de haber sido la primera persona en recrear el peinado de las vírgenes vestales romanas.

## Arqueología del peinado
Stephens comenzó su carrera como peluquera a los 22 años de edad. En 2001, durante una visita al Museo Walters en Baltimore, observó varios bustos de estatuas de las colecciones de la Antigua Grecia y la Antigua Roma, cuyos peinados los estudiosos afirmaban que debían de haberse elaborado a partir de pelucas por su complejidad. Sin embargo, Stephen consideraba que podrían haberse realizado a partir de pelo real, por lo que inició su propia investigación para demostrarlo.

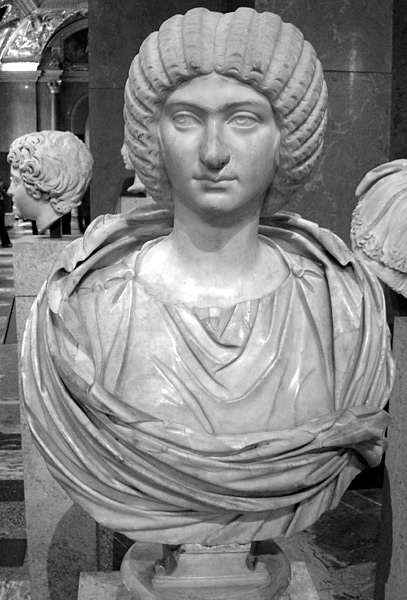
Busto de Julia Domna en el Museo del Louvre de París

### Julia Domna
Se fijó sobre todo en el busto de Julia Domna, una emperatriz romana de finales del siglo II y principios del siglo III, con un complejo peinado trenzado conocido como sini crenes, que simbolizaba la castidad, y al que los textos antiguos consideran como el peinado más antiguo de Roma. En concreto, el peinado de Julia Domna desafía la gravedad y consta en su parte frontal de pelo rizado y cepillado hacia atrás, dando lugar a ondas profundas mientras que la parte trasera está atada en un moño con nudos geométricos compuesto por trenzas concéntricas que forman una espiral perfecta.
Siguiendo su hipótesis de que los peinados se habían realizado cosiendo las trenzas y sus adornos con una aguja, Stephens realizó pruebas de ensayo y error y consultó libros de historia del arte y moda, buscando referencias que mencionaran el cosido de peinados en este contexto histórico. En 2005, mientras estudiaba traducciones de literatura romana, descubrió que el término latino acus había sido traducido erróneamente como horquilla de una sola punta o broche, un objeto que no era posible que sostuviera los elaborados peinados de la Antigua Roma, cuando lo correcto era traducirlo con otra de las acepciones del vocablo, aguja e hilo, lo que podría confirmar su teoría.
Tras siete años de investigaciones, en 2008 publicó su teoría en la revista especializada en arqueología romana, Journal of Roman Archaeology, con el artículo «Ancient Roman Hairdressing: On (hair) pins and needles». En 2011 grabó un vídeo demostración titulado Julia Domna: Forensic Hairdressing, en el que mostraba el proceso de recreación del peinado de Julia Domna con el fin de solicitar una beca en la Academia Americana en Roma, aunque finalmente esta le fue denegada. En 2012 presentó los resultados de esta publicación y dicho vídeo en la reunión anual del Instituto Arqueológico de América en Filadelfia. En 2013 se convirtió en la primera persona en recrear el peinado de las vírgenes vestales romanas en una persona moderna. Al año siguiente, también durante la reunión del Instituto Arqueológico de América año, Stephens presentó un póster sobre los seni crines, el peinado de seis trenzas cubierto de tela de las vírgenes vestales, obteniendo por ello el reconocimiento de The Wall Street Journal.

### Repercusión

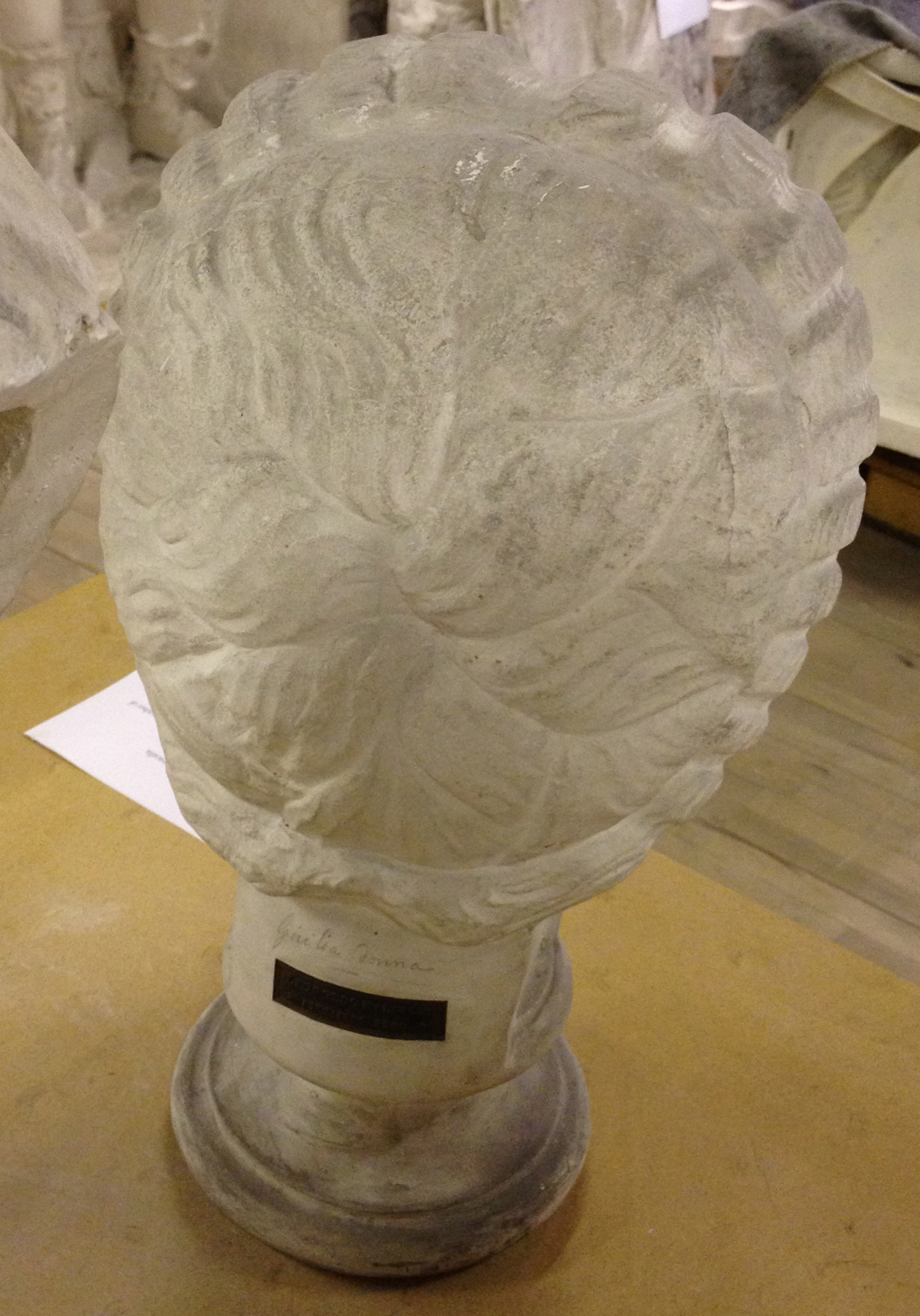
Busto de Julia Domna en el Museo Nacional Romano, vista posterior

Antes de las investigaciones de Stephens, los estudiosos no tenían en cuenta la importancia del cabello de las mujeres en sus traducciones. Por ello, su hallazgo del error en la interpretación del término acus supuso un cambio en la forma de nombrar las cuestiones relacionadas con estos peinados y su relación con el contexto cotidiano del mundo romano. Así, sus descubrimientos han servido como punto de partida para desvelar otros detalles históricos, como la relación entre el cabello y el estatus social de las mujeres, sus costumbres de vestido y peinado, ya que al no tratarse de pelucas implican la participación de al menos otra persona que los elabore, la simbología de estos tocados en rituales de la sociedad romana, así como cuestiones relacionadas con la fabricación de objetos de uso cotidiano.
Stephens ha dado varias presentaciones para difundir sus hallazgos en el campo de la arqueología del peinado, entre ellas The Scientific Hairdresser: Curling and Coiffing in the Jeffersonian Era, Ovid’s Cosmetology: The Hair Science behind Amores 1.14, Truthy or False-ish? Hair in Ancient Roman and Renaissance Female Portraiture, Ancient Roman Hairdressing: Fiction to Fact, y Vestal Virgin Hairstyling: Recreating the Seni Crines.

## Biografía
Stephens nació en la ciudad de Kennewick, Estados Unidos. Se graduó en Arte Dramático y no cuenta con ninguna formación formal en arqueología. A los 22 años comenzó su carrera como peluquera profesional, profesión que continuó ejerciendo en la ciudad de Baltimore tras sus aportaciones al campo de la arqueología.
Stephens creó un canal de YouTube en el que comparte videotutoriales en los que recrea paso a paso peinados históricos de la antigua Grecia y Roma, la época vikinga o la Europa medieval, ahondando además en su influencia en la cultura de dichas épocas. Para ello, emplea los mismos materiales y utensilios que se utilizaban en cada momento histórico.

## Publicaciones
- 2008, «Ancient Roman Hairdressing: On (hair) pins and needles», Journal of Roman Archaeology.[19]
- 2013, «Recreating the Hairstyle of the Fonesca Bust», EXARC Journal Annual Digest.[20]